# Aphragmus hobsonii
Aphragmus hobsonii là một loài thực vật có hoa trong họ Cải. Loài này được (H.Pearson) Al-Shehbaz & Warwick mô tả khoa học đầu tiên năm 2006.